# دانه‌خوار گلوتیره
دانه‌خوار گلوتیره (نام علمی: Sporophila ruficollis) نام یک گونه از تیره زردپره‌ایان است.